# Gare de Kogota
La gare de Kogota (小牛田駅, Kogota-eki) est une gare ferroviaire située à Misato, dans la préfecture de Miyagi au Japon. La gare est exploitée par la compagnie JR East.

## Situation ferroviaire
La gare de Kogota est située au point kilométrique (PK) 395,0 de la ligne principale Tōhoku. Elle marque le début des lignes Ishinomaki et Rikuu Est.

## Historique
La gare de Kogota a été inaugurée le 16 avril 1890.

## Service des voyageurs

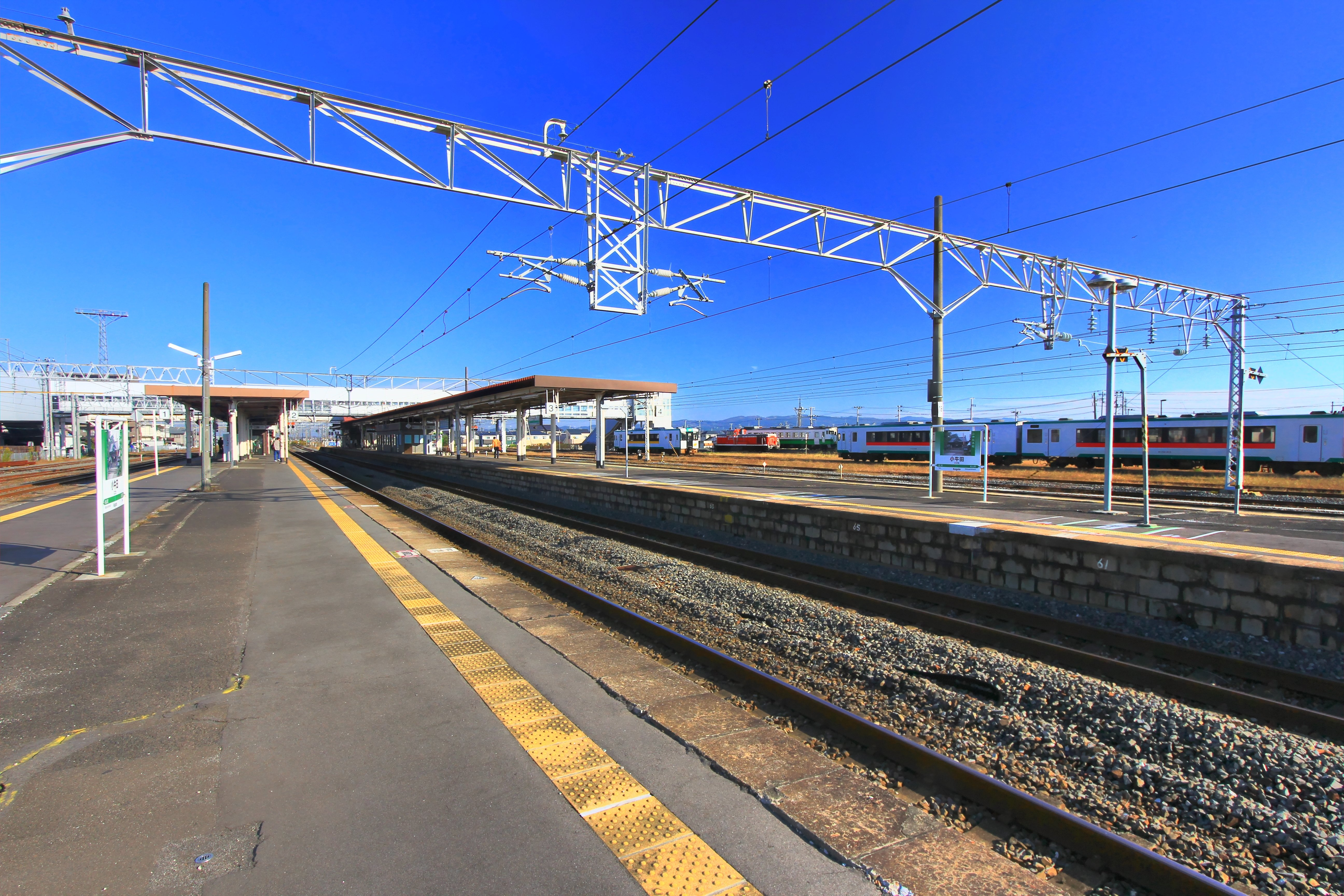
Vue des quais.

### Accueil
La gare dispose d'un bâtiment voyageurs, avec guichets, ouvert tous les jours.

### Desserte
- Ligne principale Tōhoku :
  - voies 1 à 3 : direction Sendai
  - voies 2 et 3 : direction Ichinoseki
- Ligne Rikuu Est :
  - voies 1 et 4 : direction Furukawa et Shinjō
- Ligne Ishinomaki :
  - voie 4 : direction Maeyachi (interconnexion avec la ligne Kesennuma pour Yanaizu), Ishinomaki et Onagawa